# Striga dalzielii
Striga dalzielii är en snyltrotsväxtart som beskrevs av Hutchinson. Striga dalzielii ingår i släktet Striga och familjen snyltrotsväxter. Inga underarter finns listade i Catalogue of Life.